# Jacques Arthuys
Pour les articles homonymes, voir Arthuys.
Jacques Arthuys, né le 15 février 1894 à Belfort et mort le 9 août 1943 à Hermeskeil, est un économiste, journaliste, homme politique et pionnier de la Résistance française.

## Biographie

### La Première Guerre mondiale
Fils d'un officier de cavalerie, licencié en droit, Jacques Arthuys s'engage volontairement à Nancy le 15 novembre 1913, au 5e régiment de Hussards. Il prend part à la Première Guerre mondiale comme maréchal des logis dès le 16 août 1914 et aspirant le 24 octobre avec le 6e escadron en Lorraine puis pendant la course à la mer. Il est nommé sous-lieutenant en juillet 1915. Il est cité une première fois à l'ordre du régiment le 22 mars 1916 et reçu la croix de guerre avec étoile de bronze : « Détaché comme officier de liaison d’État-major d’une division d’infanterie (39e), du 25 février au 12 mars 1915, pendant une période de violents combats, a rempli maintes missions difficiles et périlleuses donnant un admirable exemple de courage et de sang-froid et mérite une fois de plus les éloges du général commandant le division ».
Engagé avec le 5e Hussards pendant l'offensive de la Somme en juillet 1916, il obtient une citation à l'ordre de la 11e DI : « Ignorant la fatigue et le danger, se dépensant sans compter dans les missions les plus dures de jour comme de nuit. Est un modèle. Officier d’allant, cache sous la plus absolue modestie, les plus belles qualités militaires ». Il est nommé lieutenant en octobre 1916. Jacques Arthuys demande à passer dans l'aviation le 25 décembre 1916.
D'abord observateur, affecté à la MF 35, il est élève pilote en janvier 1918 à Chartres, Avord, Pau et Cazaux et obtient son brevet en mars de la même année. Son palmarès comme hussard puis aviateur est glorieux, il est plusieurs fois cité pour actes de bravoure. Au cours d’un vol opérationnel, il est blessé par un éclat d’obus à la jambe droite et reçoit une nouvelle citation à l’ordre de la division no 12 le 6 octobre 1918 : « Officier pilote du plus beau courage, du plus bel esprit militaire. A fait les débuts de la campagne dans la cavalerie où deux citations l’ont récompensé de sa belle conduite. Passé dans l’aviation où il participe à toutes les expéditions de son escadrille. Blessé au cours de l’une d’elles, a rejoint à peine rétabli ».
Il est nommé chevalier de la légion d'honneur le 1er janvier 1921 : « Lieutenant de cavalerie au 34e régiment d’aviation : au cours des missions délicates, a fait preuve de belles qualités militaires. Comme cavalier, puis comme pilote, s’est montré aussi modeste que brave. 1 blessure, 2 citations ».

### L'entre-deux-guerres

#### Carrière économique et industrielle
Après la guerre, Arthuys démobilisé, est avocat à la cour d'appel de Paris (1920), puis devient industriel, et s'intéresse à la question économique et au « problème de la monnaie » dans diverses publications. Il dirige à partir de 1923, associé à son beau-père Auguste Cazeneuve (1875-1928) président de la Fédération de la Mécanique et fondateur des établissements Cazeneuve, la société des tours Cazeneuve.
Jacques Arthuys ne manque pas de ressources car il est aussi un inventeur : il dépose en 1932 plusieurs brevets en Europe et aux États-Unis et crée la société Arthel (société des brevets Jacques Arthuys), qui se spécialise dans la commercialisation « d’héliostats autorégulateurs », un dispositif utilisant le soleil, prévu pour l’ensoleillement central des maisons, par les puits de lumière des cages d’escalier. La revue La Science et la Vie, en novembre 1934, consacre un long article sur le dispositif Arthel, mis en œuvre dans le musée en sous-sol d’Athènes.

#### L'Action française
Militant nationaliste proche des Croix-de-feu et membre avec son ami Georges Valois de l'Action française, il est convaincu que le salut de la Troisième République ne peut que passer par l'établissement d'un pouvoir énergique. Dans Les Combattants (1925), réflexion sur le combattant née de son expérience de la Première Guerre mondiale, Arthuys fustige la France d'après l'armistice et semble pressentir l'inéluctabilité du conflit à venir : « Ce monde est mauvais, tel que de faux sages l'organisèrent. Mais enfin nous sommes las. Nous n'admettons plus d'être submergés par cette bassesse générale. Tout ce qui est grand est attaqué de manière vile. Tout ce qui est petit est exalté. Tout ce qui fait la sauvegarde est détruit ; la marine se dissout peu à peu, l'armée est négligée, les forces spirituelles sont brimées, l'esprit public est hésitant, peureux, divisé ; on jette en pâture aux hommes de ce pays des sentiments de guerre civile. Pendant ce temps, de l'autre côté du Rhin, une nation tenace, avec laquelle un duel séculier est engagé, attend son heure ».
Ces propos reflètent un certain désenchantement : la guerre a entraîné des mutations irréversibles, et Arthuys est nostalgique de l'âge d'or de la Belle Époque. La République connaît un certain nombre de crises, et est tenue pour un régime d'impuissance, isolée sur le plan diplomatique (à la suite notamment de l'échec de l'occupation de la Ruhr décidée par Raymond Poincaré), incapable désormais de faire face à une Allemagne toujours considérée par les tendances d'extrême-droite comme un pays ennemi et une menace. Ce désenchantement conduit les jeunes générations à se détourner des partis politiques traditionnels et du parlementarisme, et à se tourner vers les ligues.

#### Du Faisceau au Parti républicain syndicaliste

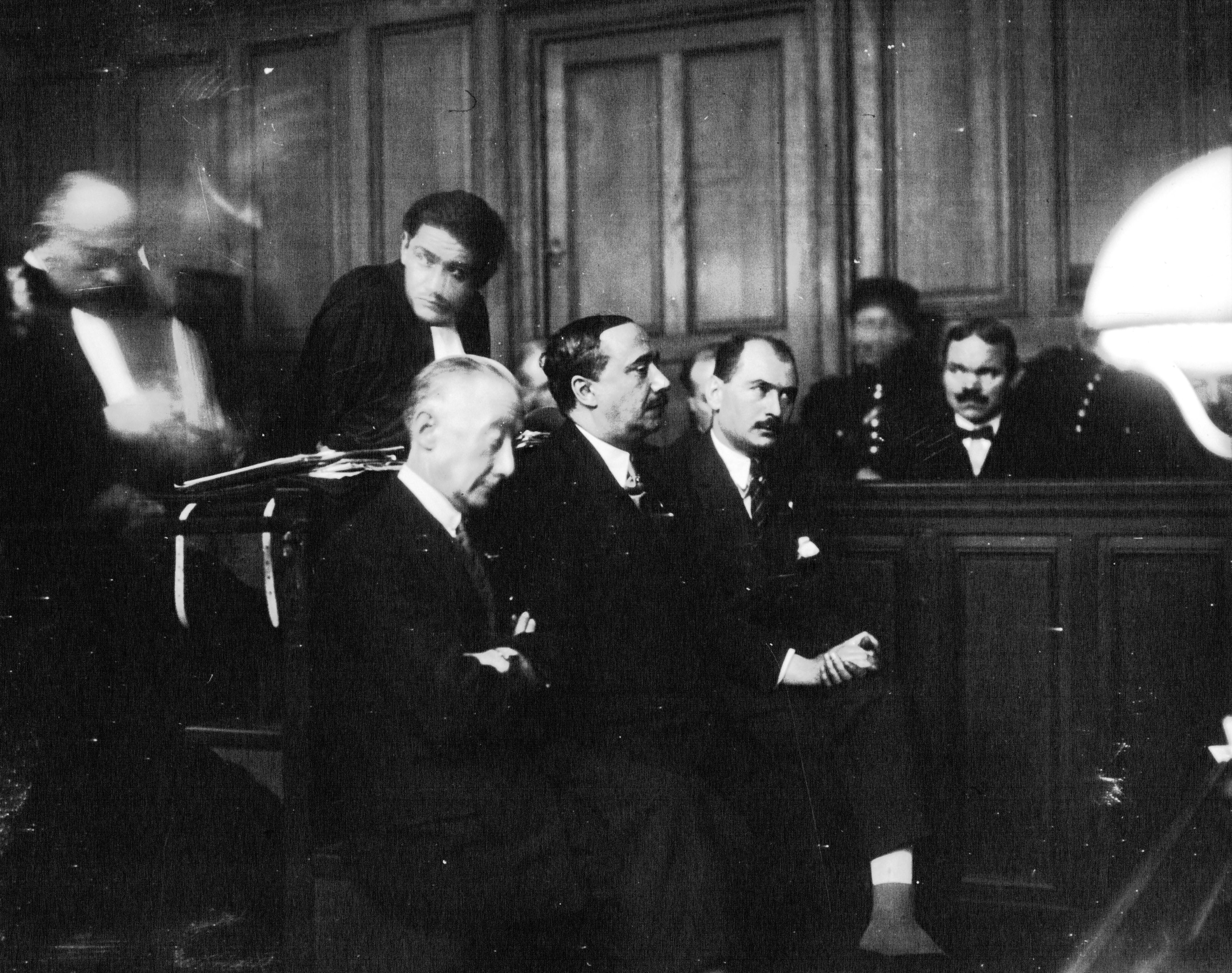
Maurice Langlois-Longueville, Georges Valois et Jacques Arthuys devant la XIe chambre correctionnelle (24 janvier 1927) à la suite d'une expédition du Faisceau contre les locaux de l'Action française le 14 novembre précédent.

Le 11 novembre 1925, au terme d'une réunion salle Wagram, Valois fonde Le Faisceau. Arthuys, cofondateur et vice-président, devient rédacteur en chef politique au Nouveau Siècle (1925), organe du mouvement nouvellement créé.
Les années suivantes, Le Faisceau éclate, et l'inflexion de leurs convictions politiques conduit Arthuys et Valois, le 10 juin 1928, à fonder le Parti républicain syndicaliste, résolument tourné vers la gauche. Parmi les personnalités qui rejoignent cette nouvelle formation figure notamment René Capitant, futur ministre du général de Gaulle.
Hostile au Front populaire, Arthuys adhère en 1936 à la Confédération nationale des associations de classes moyennes dont le républicain radical-socialiste Georges Potut est le président

### La Seconde Guerre mondiale

#### 1939-1940: guerre et armistice
L'avènement de Hitler en Allemagne fait de lui un « ennemi acharné du nazisme et de sa doctrine inhumaine. Il pressent toutes les horreurs que va déchaîner le régime hitlérien », écrit Arthur Calmette.
Mobilisé en 1939 comme capitaine de réserve, Arthuys prend le commandement de l'escadron de mitrailleuses et de canons de 25 du 60e groupe de Reconnaissance de Division d'Infanterie (60e GRDI). Il conduit la retraite de son unité de Sedan à Orange en mai-juin 1940, d’une traite, avec des pertes, mais sans laisser aucun prisonnier aux mains de la Wehrmacht. Il pense à poursuivre le combat avec l'armée des Alpes, mais l'armistice du 22 juin 1940 met fin aux hostilités. Il fait enterrer les armes et se rend à Vichy. Il est cité à l'ordre de l'Armée pour sa conduite au feu pendant cette période.
Ce voyage parait naturel pour cet ancien militant du Faisceau qui avait appelé à la mise en place d’« une organisation économico-sociale de type mussolinien ». Arthuys y rencontre des ministres, et est accueilli comme un homme qui participera à la mise en place du régime de Vichy. Mais il écrit bientôt à Henry du Moulin de Labarthète, directeur du cabinet civil de Pétain : « Si le Maréchal ne reprend pas le combat, il ne reste plus aux Français que la révolte armée ». Arthuys passe la ligne de démarcation le 17 septembre 1940 et regagne Paris pour organiser la révolte armée.

#### Débuts de la Résistance et de l’OCM

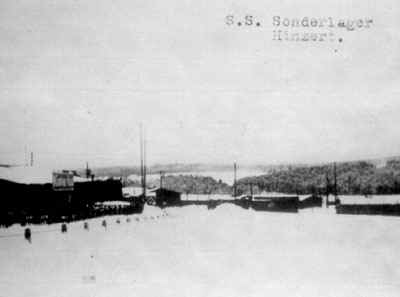
Vue du SS-Sonderlager Hinzert en hiver

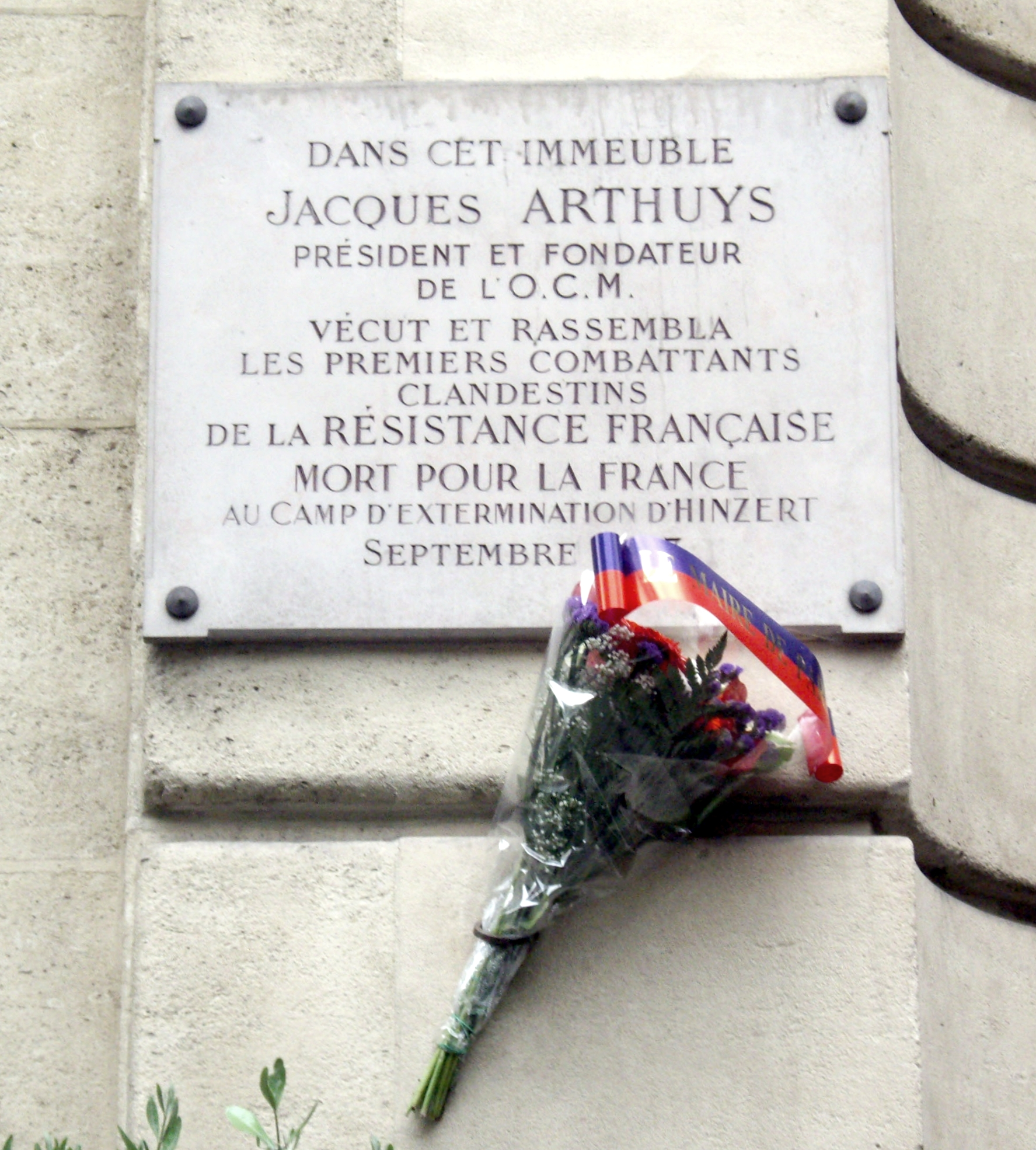
Plaque commémorative apposée au domicile parisien de Jacques Arthuys, 72, avenue Victor-Hugo.

Réel antinazi, Arthuys devient le chef du noyau résistant constitué par son ami Lefaurichon (de la Confédération nationale des classes moyennes) afin de mettre en place des filières de passage en zone libre ainsi qu'un service de renseignement, et de publier des Lettres aux Français, signées « Équipe française d'organisation du redressement » (EFOR). Ces lettres doivent éveiller l'opinion publique afin qu'elle refuse de collaborer. Dans la première lettre, Arthuys dit son admiration pour l'Angleterre et les Français exilés qui continuent de se battre, ainsi que pour le maréchal Pétain, qui incarne selon lui « l'esprit de résistance aux empiétements du vainqueur ». Farouchement hostile à la collaboration, il souhaite que la France prenne part à la destruction du régime nazi. Il écrit : « Si tout est compromis, même l'honneur, rien n'est perdu… Sont indignes du nom de Français ceux qui, sous couleur de détester les erreurs passées, se jettent aux pieds du vainqueur. Ce sont des lâches… Nous nous refusons à appeler le joug étranger "collaboration"… (…) Il faut que la puissance nazie soit détruite et que, dans cette destruction, la France ait sa large part afin que la libération soit faite dans l'honneur. (…) Nous ne sommes pas neutres… Français, nous vous appelons à un grand devoir raisonné… N'ayez plus qu'une passion au cœur : libérer la France. Rassemblez-vous, forces de Libération ! »
L'Organisation civile et militaire est fondée en décembre 1940 à Paris, par la fusion de l'Équipe française d'organisation du redressement (EFOR) de l’industriel Jacques Arthuys (le « groupe de la rue de Logelbach ») et la Confédération des travailleurs intellectuels animée par Maxime Blocq-Mascart. Dès janvier 1941, des fonctionnaires du ministère des Travaux publics renforcent l'OCM, sous la direction d'André Boulloche et du couple Georges et Raymonde Ricroch. L'OCM recrute aussi dans la bourgeoisie, l’industrie, parmi les commerçants, les anciens combattants, les professions libérales (avocats, architectes), et les universitaires. Deux tendances politiques sont particulièrement représentés : les conservateurs, souvent maréchalistes mais germanophobes et hostiles à la Révolution nationale, d'une part, les socialistes d'autre part. La première tendance est majoritaire à l'origine, mais la deuxième l'emporte au cours de la guerre. Véra Obolensky, secrétaire depuis 10 ans de Jacques Arthuys, devient secrétaire générale de l'organisation et participe à des actions de coordination.
Les débuts de l’OCM dans la France occupée sont relativement tranquilles, mais deux membres du réseau sont bientôt dénoncés et découverts avec le dépôt d’armes qu’ils avaient constitué. L’arrestation de membres de l’OCM proches d’Arthuys oblige les chefs du réseau à entrer dans une vraie clandestinité. Arthuys rentre à Paris le 18 décembre 1941. Le 19, il réunit ses plus proches collaborateurs dans un café des Champs-Élysées. Le 21, à l’aube, il est arrêté par la Gestapo. Condamné, Arthuys est déporté Nacht und Nebel le 9 octobre 1942 dans le SS-Sonderlager Hinzert, près de Trèves en Allemagne. Il meurt d'une pneumonie à l'hôpital de Hermeskeil le 9 août 1943.

## Décorations
- Chevalier de la Légion d'honneur (1er janvier 1921)

- Croix de guerre 1914–1918
- Croix de guerre 1939–1945
- Médaille de la Résistance française avec rosette à titre posthume (décret du 24 avril 1946)
- Insigne des blessés militaires

## Reconnaissance
- Déporté résistant
- Mort pour la France
- Inscription de son nom au Panthéon sur la plaque commémorant les écrivains morts pour la France en juillet 1949.
- Homologation au grade de lieutenant-colonel le 13 juillet 1945 avec prise de rang au 1er décembre 1941.

## Publications
- Le Problème de la monnaie. Son importance. Comment il se pose aujourd'hui. L'avilissement du franc et ses conséquences, Paris, Nouvelle Librairie nationale, 1921
- Comment éviter la banqueroute. Où nous en sommes. Les Expédients. La Voie du salut, Paris, Nouvelle Librairie nationale, 1922
- Les Combattants, Paris, Nouvelle Librairie nationale, 1925
- Le Franc-or, avec Georges Valois, Paris, Nouvelle Librairie nationale, 1927